# Kaélé
Kaéle é uma cidade dos Camarões localizada na província de Extremo Norte. Kaéle é a capital do departamento de Mayo-Kani.